# Taillant (outil)

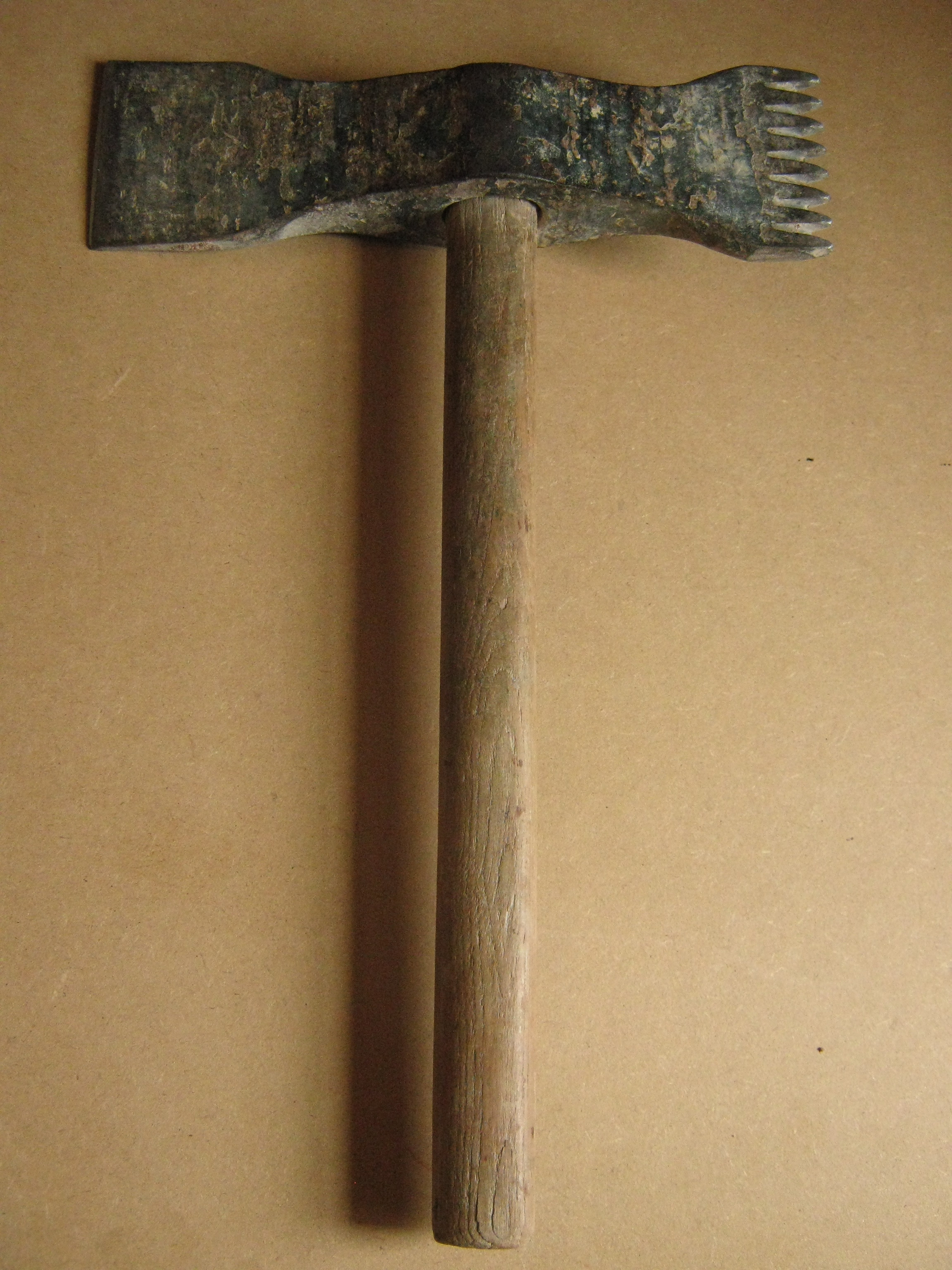
Taillant avec un côté grain d'orge à droite.

Le taillant est un outil à percussion du tailleur de pierre. C'est une sorte de hache à percussion directe sur la pierre constitué de deux tranchants droits et parallèles au manche. Il est aussi appelé « marteau taillant » ou « laie » (« laye »). Ce marteau garni de dents est employé pour la taille des pierres tendres et demi-fermes, servant principalement à égaliser le parement de ces pierres.
Il existe des taillants brettés ou à brettures, munis de dents plates, ou taillants à grain d'orge munis de dents en pointes appelées grains d'orge. Ces derniers sont utilisés pour la taille des pierres dures, fermes et semi-ferme.
Dans la même famille d'outils, il existe la polka.

## Histoire
Le taillant était employé depuis le Moyen Âge pour la pierre tendre ou semi-ferme. À l'époque gothique apparaît la bretture, plus efficace, qui remplace le taillant.
Il a été remplacé au XIXe siècle par le chemin de fer qui, plus rapide, a permis des gains de rentabilité. Aujourd'hui, le taillant est encore employé dans les ateliers de taille de pierre professionnels.

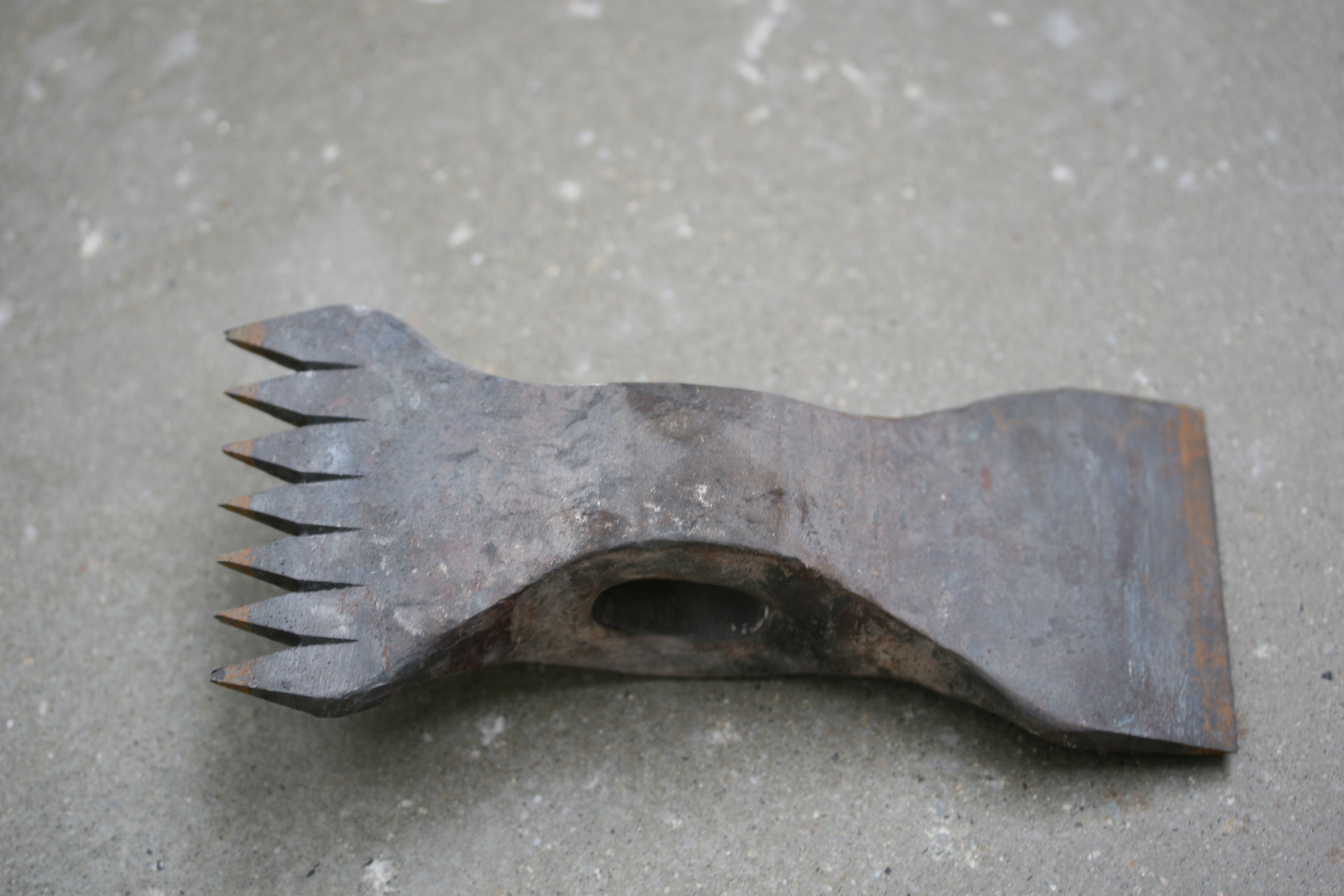
Tête de taillant.
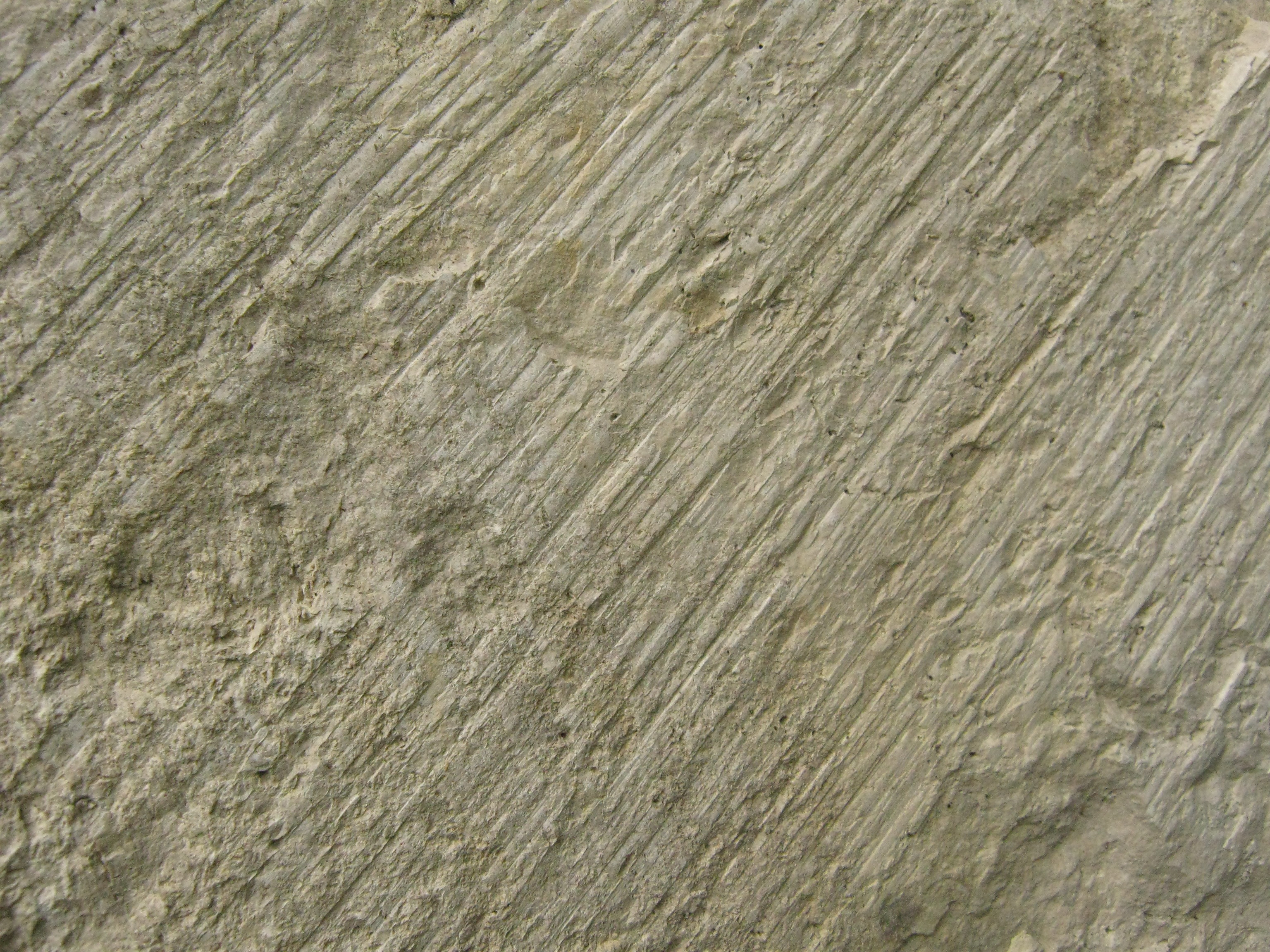
Aspect du taillant.
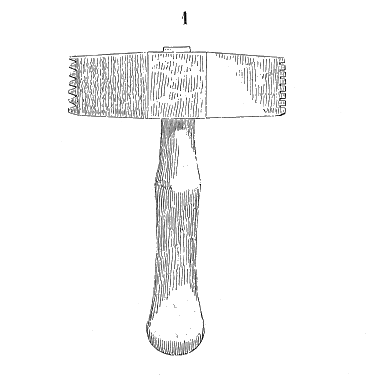
Dessin d'une bretture par Eugène Viollet-le-Duc.
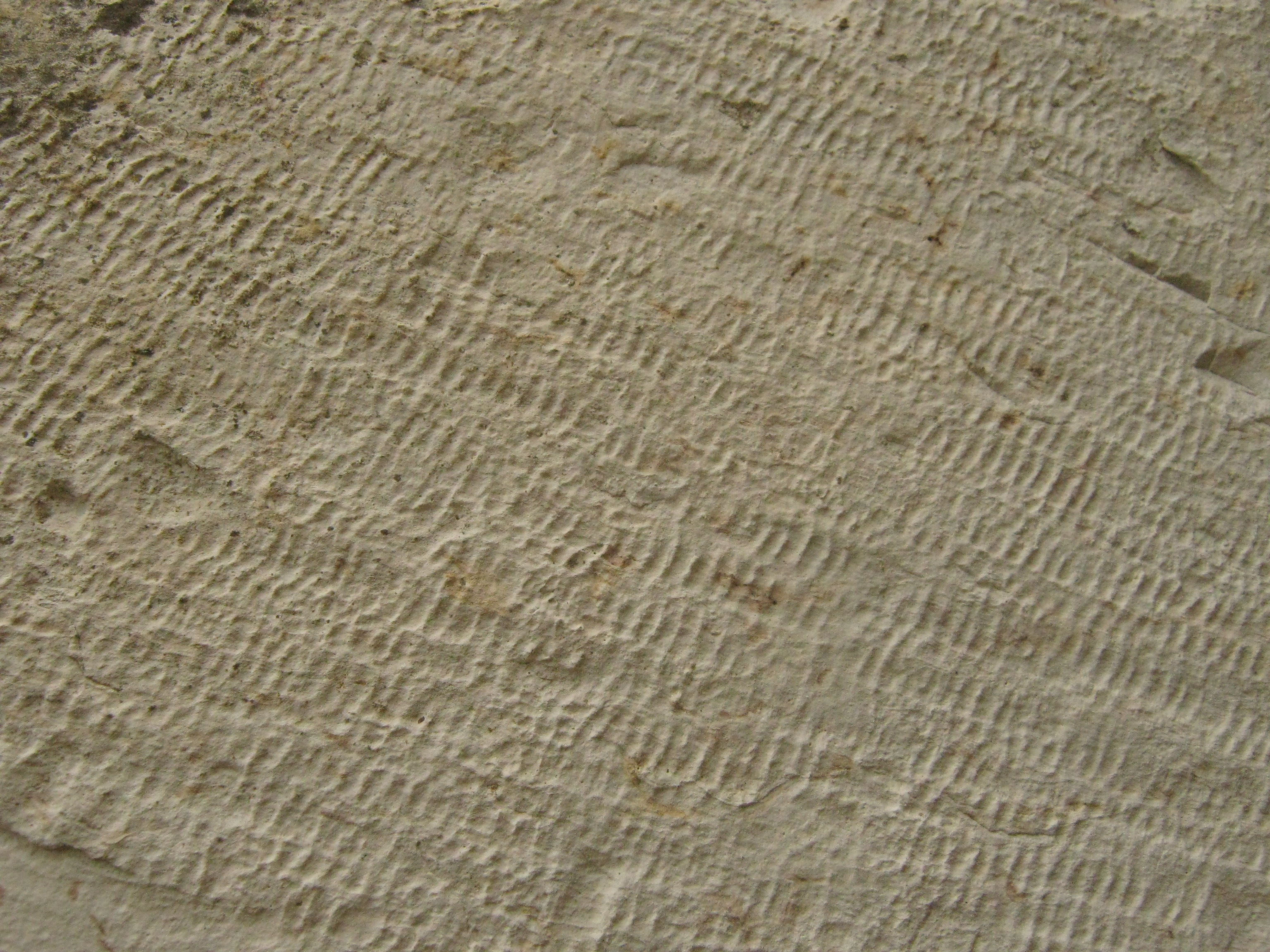
Aspect de la bretture.